# Ono no Imoko
Ono no Imoko (小野 妹子 (Tiểu Dã Muội Tử)) là một chính trị gia và nhà ngoại giao Nhật Bản vào cuối thế kỷ 6 và đầu thế kỷ 7, trong thời kỳ Asuka.
Ono được Thiên hoàng Suiko cử làm sứ thần chính thức (Khiển Tùy sứ) đến nhà Tùy bên Trung Quốc vào năm 607 và ông đã chuyển bức quốc thư nổi tiếng từ Thánh Đức Thái tử mở đầu bằng câu "Thiên tử nước mặt trời mọc [Nhật Bản] gửi cho thiên tử nước mặt trời lặn [Trung Quốc] để thăm hỏi ngài có mạnh khỏe không." Tùy Dạng Đế đã nổi giận khi được chào hỏi theo cách này, mặc dù không rõ liệu ông có bực mình hơn bởi sự sỉ nhục triều Tùy được gọi là xứ sở mặt trời lặn hay sử dụng danh xưng Thiên tử để nói về chính mình và Thiên hoàng, ám chỉ rằng họ bình đẳng, khi Trung Quốc vẫn coi nhà nước Yamato của Nhật Bản không gì khác hơn là một quốc gia man di mọi rợ. Tuy nhiên, Dạng Đế có lẽ quan tâm nhiều hơn đến việc nhận được sự ủng hộ của nước này trong các chiến dịch quân sự chống lại Cao Câu Ly hơn là sự cố về mặt ngoại giao này, và dù có khó chịu trước lời lẽ trong quốc thư, ông cũng gửi viên sứ thần là Bùi Thế Thanh (裴世清), cùng Ono sang Nhật Bản đáp lễ.
Ono về sau được phái đi sứ sang nhà Tùy lần thứ hai vào mùa thu năm 608 và tháp tùng Bùi Thế Thanh trong chuyến đi sứ trở về Trung Quốc. Ono trở về Nhật Bản từ nhiệm vụ đi sứ lần thứ hai vào năm 609 và sự kiện còn lại phần lớn đều biến mất khỏi trong sử liệu. Ono no Imoko thường được trích dẫn như một ví dụ về một quan chức đã đạt được sự thăng tiến theo chế độ quan lại mười hai cấp bậc mới do Thánh Đức Thái tử lập ra vào năm 603. Khi Ono lần đầu tiên xuất hiện trong thư tịch và được cử đi sứ sang nhà Tùy, cấp bậc của ông là được xếp hạng Đại Nghĩa (bậc 5), nhưng sau được thăng cấp lên Đại Đức, phần lớn là do sự thành công từ các chuyến đi sứ của ông.
Gia tộc của Ono no Imoko vốn nổi tiếng về ngôn ngữ học và học thức uyên bác, và hậu duệ của dòng họ này bao gồm Ono no Komachi, nhà thơ nữ xinh đẹp; Ono no Takamura, thi sĩ và học giả; và Ono no Michikaze, nhà thư pháp.